# Clasificación de CAF para la Copa Mundial de Fútbol de 1994
En la fase de clasificación para la Copa Mundial de Fútbol de 1994 celebrada en Estados Unidos, la CAF disponía 3 plazas (de las 24 totales del mundial). Para asignar estas plazas, a la que optaban 40 equipos, se realizó un torneo dividido en dos rondas. Burkina Faso, Malaui, Santo Tomé y Príncipe y Sierra Leona se retiraron antes de realizarse el sorteo.
- Primera ronda: Los 36 equipos fueron divididos en 9 grupos de 4 equipos cada uno; jugándose una liguilla con partidos en casa y fuera. Los vencedores de cada grupo se clasificarían para la ronda final.
- Ronda final: Con los 9 equipos se formarían 3 grupos de 3 equipos cada uno; jugándose una liguilla con partidos en casa y fuera. Los vencedores de cada grupo se clasificaron para el mundial.

## Primera ronda

### Grupo A
| Pos | Equipo  | Pts | PJ | PG | PE | PP | GF | GC | GD |
| --- | ------- | --- | -- | -- | -- | -- | -- | -- | -- |
| 1   | Argelia | 5   | 4  | 2  | 1  | 1  | 5  | 4  | +1 |
| 2   | Ghana   | 4   | 4  | 2  | 0  | 2  | 4  | 3  | +1 |
| 3   | Burundi | 3   | 4  | 1  | 1  | 2  | 2  | 4  | -2 |

| 9 de octubre de 1992 | Argelia                        | 3 – 1   | Burundi              | Stade Akid Lotfi, Tremecen, Argelia              |                                                  |
|                      | Tasfaout 40' 87' · Meziane 70' | Reporte | Niyonkuru 89' (pen.) | Asistencia: 27,000 espectadores Árbitro(s): Sarr | Asistencia: 27,000 espectadores Árbitro(s): Sarr |

| 25 de octubre de 1992 | Burundi      | 1 – 0 | Ghana | Stade Prince Louis Rwagasore, Buyumbura, Burundi   |                                                    |
|                       | Habimana 78' |       |       | Asistencia: 7,000 espectadores Árbitro(s): Hafidhi | Asistencia: 7,000 espectadores Árbitro(s): Hafidhi |

| 20 de diciembre de 1992 | Ghana                    | 2 – 0   | Argelia | Accra Sports Stadium, Acra, Ghana                  |                                                    |
|                         | Yeboah 24' · K. Ayew 82' | Reporte |         | Asistencia: 40,000 espectadores Árbitro(s): Badara | Asistencia: 40,000 espectadores Árbitro(s): Badara |

| 17 de enero de 1993 | Burundi | 0 – 0   | Argelia | Stade Prince Louis Rwagasore, Buyumbura, Burundi  |                                                   |
|                     |         | Reporte |         | Asistencia: 5,000 espectadores Árbitro(s): Gatera | Asistencia: 5,000 espectadores Árbitro(s): Gatera |

| 31 de enero de 1993 | Ghana       | 1 – 0 | Burundi | Kumasi Sports Stadium, Kumasi, Ghana             |                                                  |
|                     | A. Pele 19' |       |         | Asistencia: 31,711 espectadores Árbitro(s): Sarr | Asistencia: 31,711 espectadores Árbitro(s): Sarr |

| 26 de febrero de 1993 | Argelia                   | 2 – 1   | Ghana       | Stade Akid Lotfi, Tremecen, Argelia               |                                                   |
|                       | Brahimi 60' · Meziane 85' | Reporte | Akonnor 12' | Asistencia: 30,000 espectadores Árbitro(s): Chong | Asistencia: 30,000 espectadores Árbitro(s): Chong |

### Grupo B
| Pos | Equipo      | Pts | PJ | PG | PE | PP | GF | GC | GD |
| --- | ----------- | --- | -- | -- | -- | -- | -- | -- | -- |
| 1   | Camerún     | 7   | 5  | 2  | 3  | 0  | 7  | 1  | +6 |
| 2   | Zaire       | 3   | 4  | 1  | 1  | 2  | 5  | 5  | 0  |
| 3   | Suazilandia | 3   | 3  | 1  | 1  | 1  | 1  | 5  | -4 |
| 4   | Liberia     | 1   | 2  | 0  | 1  | 1  | 2  | 4  | -2 |

| 11 de octubre de 1992 | Zaire                            | 4 – 2 | Liberia                | Stade Tata Raphaël, Kinshasa, Zaire |                     |
|                       | Kabongo 39' 50' · Lukaku 72' 85' |       | Sebwe 32' · Sogbie 55' | Árbitro(s): Diramba                 | Árbitro(s): Diramba |

| 18 de octubre de 1992 | Camerún                                                     | 5 – 0 | Suazilandia | Stade Omnisports, Yaundé, Camerún                 |                                                   |
|                       | Tiki 10' · Tchami 16' · Djappa 20' · Mbarga 64' · Fiala 88' |       |             | Asistencia: 10,336 espectadores Árbitro(s): Yengo | Asistencia: 10,336 espectadores Árbitro(s): Yengo |

| 25 de octubre de 1992 | Liberia | 0 – 0 | Camerún | SKD Stadium, Monrovia, Liberia |  |
|                       |         |       |         | Árbitro(s): Hounnake-Kouassi   |  |

| 25 de octubre de 1992 | Suazilandia    | 1 – 0 | Zaire | Somhlolo National Stadium, Lobamba, Suazilandia |                     |
|                       | Terblanche 85' |       |       | Árbitro(s): Onderah                             | Árbitro(s): Onderah |

| 10 de enero de 1993 | Zaire              | 1 – 2 | Camerún                  | Stade Tata Raphaël, Kinshasa, Zaire                 |                                                     |
|                     | Katschi 85' (pen.) |       | Ebongué 50' · Tchami 60' | Asistencia: 28,941 espectadores Árbitro(s): Mondoka | Asistencia: 28,941 espectadores Árbitro(s): Mondoka |

| 17 de enero de 1993 | Suazilandia | 0 – 0 | Camerún | Somhlolo National Stadium, Lobamba, Suazilandia |  |
|                     |             |       |         | Árbitro(s): Chikuka                             |  |

| 31 de enero de 1993                                          | Zaire | No se jugó | Suazilandia | Stade Tata Raphaël, Kinshasa, Zaire |  |
|                                                              |       |            |             | Árbitro(s): Bantsimba               |  |
| El partido no se jugó al estar ambas selecciones eliminadas. |       |            |             |                                     |  |

| 1 de marzo de 1993 | Camerún | 0 – 0 | Zaire | Stade Omnisports, Yaundé, Camerún |  |
|                    |         |       |       | Árbitro(s): Edusah                |  |

### Grupo C
| Pos | Equipo   | Pts | PJ | PG | PE | PP | GF | GC | GD |
| --- | -------- | --- | -- | -- | -- | -- | -- | -- | -- |
| 1   | Zimbabue | 10  | 6  | 4  | 2  | 0  | 8  | 4  | +4 |
| 2   | Egipto   | 8   | 6  | 3  | 2  | 1  | 9  | 3  | +6 |
| 3   | Angola   | 4   | 5  | 1  | 2  | 2  | 3  | 4  | -1 |
| 4   | Togo     | 0   | 5  | 0  | 0  | 5  | 2  | 11 | -9 |

| 9 de octubre de 1992 | Zimbabue      | 1 – 0 | Togo | National Sports Stadium, Harare, Zimbabue             |                                                       |
|                      | A. Ndlovu 67' |       |      | Asistencia: 42,958 espectadores Árbitro(s): Mang'anda | Asistencia: 42,958 espectadores Árbitro(s): Mang'anda |

| 11 de octubre de 1992 | Egipto        | 1 – 0 | Angola | Osman Ahmed Osman Stadium, El Cairo, Egipto |                         |
|                       | H. Hassan 63' |       |        | Árbitro(s): Ben Khedija                     | Árbitro(s): Ben Khedija |

| 25 de octubre de 1992 | Togo      | 1 – 4 | Egipto                                             | Stade de Kégué, Lomé, Togo                        |                                                   |
|                       | Salou 80' |       | Mansour 24' · H. Hassan 32' 89' (pen.) · Ramzy 84' | Asistencia: 10,253 espectadores Árbitro(s): Mbaye | Asistencia: 10,253 espectadores Árbitro(s): Mbaye |

| 20 de diciembre de 1992 | Zimbabue                 | 2 – 1 | Egipto      | National Sports Stadium, Harare, Zimbabue           |                                                     |
|                         | P. Ndlovu 40' · Sawu 49' |       | El-Kass 64' | Asistencia: 55,000 espectadores Árbitro(s): Mekonen | Asistencia: 55,000 espectadores Árbitro(s): Mekonen |

| 10 de enero de 1993 | Angola    | 1 – 1 | Zimbabue | Estádio da Cidadela, Luanda, Angola |                    |
|                     | Neves 60' |       | Sawu 25' | Árbitro(s): Kabuya                  | Árbitro(s): Kabuya |

| 17 de enero de 1993 | Togo    | 1 – 2 | Zimbabue             | Stade de Kégué, Lomé, Togo                        |                                                   |
|                     | Ali 69' |       | Sawu 47' · McKop 62' | Asistencia: 5,464 espectadores Árbitro(s): Camara | Asistencia: 5,464 espectadores Árbitro(s): Camara |

| 18 de enero de 1993 | Angola | 0 – 0 | Egipto | Estádio da Cidadela, Luanda, Angola |  |
|                     |        |       |        | Árbitro(s): Blareau                 |  |

| 31 de enero de 1993 | Egipto                                  | 3 – 0 | Togo | Cairo Military Academy Stadium, El Cairo, Egipto |                   |
|                     | H. Hassan 58' · Ezzat 83' · El-Kass 89' |       |      | Árbitro(s): Bahar                                | Árbitro(s): Bahar |

| 31 de enero de 1993 | Zimbabue                 | 2 – 1 | Angola   | National Sports Stadium, Harare, Zimbabue |                           |
|                     | Sawu 17' · P. Ndlovu 61' |       | Neto 44' | Árbitro(s): Teeluckdharry                 | Árbitro(s): Teeluckdharry |

| 14 de febrero de 1993                                                             | Angola | No se jugó | Togo | Estádio da Cidadela, Luanda, Angola |  |
|                                                                                   |        |            |      | Árbitro(s): Traore                  |  |
| El partido no se jugó al estar ambas selecciones sin posibilidades de clasificar. |        |            |      |                                     |  |

| 28 de febrero de 1993                                                                                    | Egipto                           | 2 – 1 Anulado | Zimbabue | Cairo International Stadium, El Cairo, Egipto |                     |
| | Kasem 32' (pen.) · H. Hassan 40' |               | Sawu 5'  | Árbitro(s): Diramba                           | Árbitro(s): Diramba |
| El partido fue anulado por la violencia en el estadio; sería reprogramado más tarde en una sede neutral. |                                  |               |          |                                               |                     |

| 28 de febrero de 1993 | Togo       | 0 – 1 | Angola | Stade de Kégué, Lomé, Togo                        |                                                   |
|                       | Paulão 83' |       |        | Asistencia: 2,427 espectadores Árbitro(s): Diallo | Asistencia: 2,427 espectadores Árbitro(s): Diallo |

| 15 de abril de 1993 | Egipto | 0 – 0 Replay | Zimbabue | Stade de Gerland, Lyon, Francia                     |  |
| |        |              |          | Asistencia: 10,000 espectadores Árbitro(s): Quiniou |  |
| El partido se jugó en Francia para reponer el partido que originalmente fue suspendido en El Cairo el 28 de febrero por los niveles de violencia. |        |              |          |                                                     |  |

### Grupo D
| Pos | Equipo    | Pts | PJ | PG | PE | PP | GF | GC | GD |
| --- | --------- | --- | -- | -- | -- | -- | -- | -- | -- |
| 1   | Nigeria   | 7   | 4  | 3  | 1  | 0  | 7  | 0  | +7 |
| 2   | Sudáfrica | 5   | 4  | 2  | 1  | 1  | 2  | 4  | -2 |
| 3   | Congo     | 0   | 4  | 0  | 0  | 4  | 0  | 5  | -5 |

| 10 de octubre de 1992 | Nigeria                                | 4 – 0 | Sudáfrica | Surulere Stadium, Lagos, Nigeria                 |                                                  |
|                       | Ricky 34' · Siasa 56' · Yekini 65' 89' |       |           | Asistencia: 40,738 espectadores Árbitro(s): Odei | Asistencia: 40,738 espectadores Árbitro(s): Odei |

| 25 de octubre de 1992 | Sudáfrica   | 1 – 0 | Congo | Soccer City, Johannesburg, Sudáfrica              |                                                   |
|                       | Masinga 27' |       |       | Asistencia: 18,964 espectadores Árbitro(s): Chong | Asistencia: 18,964 espectadores Árbitro(s): Chong |

| 20 de diciembre de 1992 | Congo | 0 – 1 | Nigeria    | Stade Alphonse Massemba-Débat, Brazzaville, Congo      |                                                        |
|                         |       |       | Yekini 22' | Asistencia: 60,000 espectadores Árbitro(s): Moungengui | Asistencia: 60,000 espectadores Árbitro(s): Moungengui |

| 16 de enero de 1993 | Sudáfrica | 0 – 0 | Nigeria | Soccer City, Johannesburg, Sudáfrica              |  |
|                     |           |       |         | Asistencia: 47,748 espectadores Árbitro(s): Senai |  |

| 31 de enero de 1993 | Congo | 0 – 1 | Sudáfrica  | Stade Alphonse Massemba-Débat, Brazzaville, Congo    |                                                      |
|                     |       |       | Legodi 86' | Asistencia: 6,000 espectadores Árbitro(s): Abikanlou | Asistencia: 6,000 espectadores Árbitro(s): Abikanlou |

| 27 de febrero de 1993 | Nigeria                 | 2 – 0 | Congo | Nnamdi Azikiwe Stadium, Enugu, Nigeria               |                                                      |
|                       | Fuludu 14' · George 84' |       |       | Asistencia: 30,202 espectadores Árbitro(s): Kouradji | Asistencia: 30,202 espectadores Árbitro(s): Kouradji |

### Grupo E
| Pos | Equipo          | Pts | PJ | PG | PE | PP | GF | GC | GD |
| --- | --------------- | --- | -- | -- | -- | -- | -- | -- | -- |
| 1   | Costa de Marfil | 6   | 4  | 2  | 2  | 0  | 7  | 0  | +7 |
| 2   | Níger           | 5   | 4  | 2  | 1  | 1  | 3  | 2  | +1 |
| 3   | Botsuana        | 1   | 4  | 0  | 1  | 3  | 1  | 9  | -8 |

| 10 de octubre de 1992 | Costa de Marfil                                                        | 6 – 0 | Botsuana | Stade Félix Houphouët-Boigny, Abiyán, Costa de Marfil |                                 |
|                       | A. Traoré 10' 17' (pen.) 86' · Ben Salah 14' · Tiéhi 69' · Kouadio 70' |       |          | Asistencia: 15,052 espectadores                       | Asistencia: 15,052 espectadores |

| 25 de octubre de 1992 | Níger | 0 – 0 | Costa de Marfil | Stade de 29 Juillet, Niamey, Níger |  |
|                       |       |       |                 | Asistencia: 14,230 espectadores    |  |

| 20 de diciembre de 1992 | Botsuana | 0 – 1 | Níger       | Botswana National Stadium, Gaborone, Botsuana |                    |
|                         |          |       | Yattaga 32' | Árbitro(s): Mabuza                            | Árbitro(s): Mabuza |

| 17 de enero de 1993 | Botsuana | 0 – 0 | Costa de Marfil | Botswana National Stadium, Gaborone, Botsuana |  |
|                     |          |       |                 | Árbitro(s): Assefa                            |  |

| 31 de enero de 1993 | Costa de Marfil | 1 – 0 | Níger | Stade Félix Houphouët-Boigny, Abiyán, Costa de Marfil |                                                    |
|                     | A. Traoré 54'   |       |       | Asistencia: 18,011 espectadores Árbitro(s): Camara    | Asistencia: 18,011 espectadores Árbitro(s): Camara |

| 28 de febrero de 1993 | Níger          | 2 – 1 | Botsuana   | Stade de 29 Juillet, Niamey, Níger |                     |
|                       | Yahaya 23' 89' |       | Duiker 37' | Árbitro(s): Magassa                | Árbitro(s): Magassa |

### Grupo F
| Pos | Equipo    | Pts | PJ | PG | PE | PP | GF | GC | GD  |
| --- | --------- | --- | -- | -- | -- | -- | -- | -- | --- |
| 1   | Marruecos | 10  | 6  | 4  | 2  | 0  | 13 | 1  | +12 |
| 2   | Túnez     | 9   | 6  | 3  | 3  | 0  | 14 | 2  | +12 |
| 3   | Etiopía   | 3   | 6  | 1  | 1  | 4  | 3  | 11 | -8  |
| 4   | Benín     | 2   | 6  | 1  | 0  | 5  | 3  | 19 | -16 |

| 11 de octubre de 1992 | Túnez                                                                | 5 – 1 | Benín          | Stade El Menzah, Ciudad de Túnez, Túnez              |                                                      |
|                       | F. Roussi 16' (pen.) · Mahjoubi 30' · Hamrouni 40' 52' · Sellimi 77' |       | Sacramento 43' | Asistencia: 30,118 espectadores Árbitro(s): Pairetto | Asistencia: 30,118 espectadores Árbitro(s): Pairetto |

| 11 de octubre de 1992                                                                                                | Marruecos                                              | 5 – 0 | Etiopía | Stade Mohammed V, Casablanca, Marruecos            |                                                    |
| | Chaouch 2' 29' · Fertout 14' · Lashaf 40' · Samadi 50' |       |         | Asistencia: 6,820 espectadores Árbitro(s): Medjiba | Asistencia: 6,820 espectadores Árbitro(s): Medjiba |
| El partido fue suspendido al minuto 51 luego de que Etiopía se quedara con siete jugadores. El resultado se mantuvo. |                                                        |       |         |                                                    |                                                    |

| 25 de octubre de 1992 | Etiopía | 0 – 0 | Túnez | Stade Haile Selassie, Addis Abeba, Etiopía        |  |
|                       |         |       |       | Asistencia: 2,488 espectadores Árbitro(s): Kanoso |  |

| 25 de octubre de 1992 | Benín | 0 – 1 | Marruecos  | Stade de l'Amitié, Cotonú, Benín                    |                                                     |
|                       |       |       | Daoudi 50' | Asistencia: 2,488 espectadores Árbitro(s): Attikora | Asistencia: 2,488 espectadores Árbitro(s): Attikora |

| 20 de diciembre de 1992 | Túnez          | 1 – 1 | Marruecos    | Stade El Menzah, Ciudad de Túnez, Túnez            |                                                    |
|                         | F. Rouissi 44' |       | Bouyboub 85' | Asistencia: 36,950 espectadores Árbitro(s): Piraux | Asistencia: 36,950 espectadores Árbitro(s): Piraux |

| 20 de diciembre de 1992 | Etiopía                                 | 3 – 1 | Benín     | Stade Haile Selassie, Addis Abeba, Etiopía |                             |
|                         | Hussein 7' · Beguashaw 38' · Tenker 50' |       | Sossa 21' | Árbitro(s): Yolisichra-Musa                | Árbitro(s): Yolisichra-Musa |

| 17 de enero de 1993 | Etiopía | 0 – 1 | Marruecos   | Addis Ababa Stadium, Addis Abeba, Etiopía          |                                                    |
|                     |         |       | Fertout 33' | Asistencia: 12,757 espectadores Árbitro(s): Omondi | Asistencia: 12,757 espectadores Árbitro(s): Omondi |

| 17 de enero de 1993 | Benín | 0 – 5 | Túnez                                               | Stade de l'Amitié, Cotonú, Benín                   |                                                    |
|                     |       |       | Tlemcani 15' · L. Rouissi 18' 42' · Herichi 45' 61' | Asistencia: 5,933 espectadores Árbitro(s): Mbengue | Asistencia: 5,933 espectadores Árbitro(s): Mbengue |

| 31 de enero de 1993 | Túnez                                  | 3 – 0 | Etiopía | Stade El Menzah, Ciudad de Túnez, Túnez            |                                                    |
|                     | Limam 4' · Mahjoubi 73' · Hamrouni 89' |       |         | Asistencia: 7,500 espectadores Árbitro(s): Diramba | Asistencia: 7,500 espectadores Árbitro(s): Diramba |

| 31 de enero de 1993 | Marruecos                                                         | 5 – 0 | Benín | Prince Moulay Abdellah Stadium, Rabat, Marruecos |                                                  |
|                     | Chaouch 2' 17' · El Khalej 42' · Abrami 60' (pen.) · Mezziane 72' |       |       | Asistencia: 9,602 espectadores Árbitro(s): Mbaye | Asistencia: 9,602 espectadores Árbitro(s): Mbaye |

| 28 de febrero de 1993 | Benín      | 1 – 0 | Etiopía | Stade de l'Amitié, Cotonú, Benín |                    |
|                       | Arouna 62' |       |         | Árbitro(s): Camara               | Árbitro(s): Camara |

| 28 de febrero de 1993 | Marruecos | 0 – 0 | Túnez | Stade Mohammed V, Casablanca, Marruecos             |  |
|                       |           |       |       | Asistencia: 60,000 espectadores Árbitro(s): Mottram |  |

### Grupo G
| Pos | Equipo     | Pts | PJ | PG | PE | PP | GF | GC | GD |
| --- | ---------- | --- | -- | -- | -- | -- | -- | -- | -- |
| 1   | Senegal    | 6   | 4  | 3  | 0  | 1  | 10 | 4  | +6 |
| 2   | Gabón      | 5   | 4  | 2  | 1  | 1  | 7  | 5  | +2 |
| 3   | Mozambique | 1   | 4  | 0  | 1  | 3  | 3  | 11 | -8 |

| 11 de octubre de 1992 | Gabón                           | 3 – 1 | Mozambique  | Stade Omnisport de Libreville, Libreville, Gabón     |                                                      |
|                       | Nzamba 12' 24' · Aubameyang 75' |       | Sardina 17' | Asistencia: 8,903 espectadores Árbitro(s): Gonçalves | Asistencia: 8,903 espectadores Árbitro(s): Gonçalves |

| 25 de octubre de 1992 | Mozambique | 0 – 1 | Senegal    | Estádio da Machava, Maputo, Mozambique              |                                                     |
|                       |            |       | Diallo 86' | Asistencia: 12,000 espectadores Árbitro(s): Chikuka | Asistencia: 12,000 espectadores Árbitro(s): Chikuka |

| 19 de diciembre de 1992 | Gabón                                | 3 – 2 | Senegal              | Stade Omnisport de Libreville, Libreville, Gabón   |                                                    |
|                         | Amégasse 37' · Nzamba 60' · Ondo 82' |       | Lette 34' · Sané 74' | Asistencia: 25,000 espectadores Árbitro(s): Camara | Asistencia: 25,000 espectadores Árbitro(s): Camara |

| 17 de enero de 1993 | Mozambique | 1 – 1 | Gabón      | Estádio da Machava, Maputo, Mozambique             |                                                    |
|                     | Owanga 50' |       | Nzamba 40' | Asistencia: 8,778 espectadores Árbitro(s): Hafidhi | Asistencia: 8,778 espectadores Árbitro(s): Hafidhi |

| 30 de enero de 1993 | Senegal                                                | 6 – 1 | Mozambique | Stade Leopold Senghor, Dakar, Senegal              |                                                    |
|                     | Sané 13' 20' · Seck 27' 82' · Badiane 48' · Diarra 75' |       | Tembe 44'  | Asistencia: 6,758 espectadores Árbitro(s): Obafemi | Asistencia: 6,758 espectadores Árbitro(s): Obafemi |

| 27 de febrero de 1993 | Senegal     | 1 – 0 | Gabón | Stade Leopold Senghor, Dakar, Senegal |                     |
|                       | Badiane 35' |       |       | Árbitro(s): Najachi                   | Árbitro(s): Najachi |

### Grupo H
| Pos | Equipo     | Pts | PJ | PG | PE | PP | GF | GC | GD  |
| --- | ---------- | --- | -- | -- | -- | -- | -- | -- | --- |
| 1   | Zambia     | 6   | 4  | 3  | 0  | 1  | 11 | 3  | +8  |
| 2   | Madagascar | 6   | 4  | 3  | 0  | 1  | 7  | 3  | +4  |
| 3   | Namibia    | 0   | 4  | 0  | 0  | 4  | 0  | 12 | -12 |
| 4   | Tanzania   |     |    |    |    |    |    |    |     |

| 11 de octubre de 1992 | Zambia                     | 2 – 0 | Tanzania | Independence Stadium, Lusaka, Zambia                 |                                                      |
|                       | J. Bwalya 20' · Mutale 30' |       |          | Asistencia: 29,000 espectadores Árbitro(s): Gwatidzo | Asistencia: 29,000 espectadores Árbitro(s): Gwatidzo |

| 11 de octubre de 1992 | Madagascar                    | 3 – 0 | Namibia | Mahamasina Municipal Stadium, Antananarivo, Madagascar |                                                     |
|                       | Jean-Paul 29' · Harry 44' 58' |       |         | Asistencia: 13,650 espectadores Árbitro(s): Maunick    | Asistencia: 13,650 espectadores Árbitro(s): Maunick |

| 25 de octubre de 1992 | Tanzania | 0 – 0 | Madagascar | CCM Kirumba Stadium, Mwanza, Tanzania                  |  |
|                       |          |       |            | Asistencia: 6,881 espectadores Árbitro(s): Bakundukize |  |

| 25 de octubre de 1992 | Namibia | 0 – 4 | Zambia                                 | Independence Stadium, Windhoek, Namibia |                       |
|                       |         |       | Chikwalakwala 15' 35' · Mutale 22' 26' | Árbitro(s): Yana Yana                   | Árbitro(s): Yana Yana |

| 19 de diciembre de 1992 | Tanzania                  | 2 – 0 | Namibia | CCM Kirumba Stadium, Mwanza, Tanzania |                     |
|                         | Lunyamila 52' · Minde 74' |       |         | Árbitro(s): Masembe                   | Árbitro(s): Masembe |

| 20 de diciembre de 1992 | Madagascar                     | 2 – 0 | Zambia | Mahamasina Municipal Stadium, Antananarivo, Madagascar |                                                    |
|                         | Rasoanaivo 52' · Jean-Paul 90' |       |        | Asistencia: 23,050 espectadores Árbitro(s): Kidane     | Asistencia: 23,050 espectadores Árbitro(s): Kidane |

| 16 de enero de 1993 | Tanzania    | 1 – 3 | Zambia                                   | CCM Kirumba Stadium, Mwanza, Tanzania                  |                                                        |
|                     | Jumanne 44' |       | K. Bwalya 5' · Mwila 42' · A. Bwalya 67' | Asistencia: 8,894 espectadores Árbitro(s): Bakundukize | Asistencia: 8,894 espectadores Árbitro(s): Bakundukize |

| 17 de enero de 1993 | Namibia | 0 – 1 | Madagascar | Independence Stadium, Windhoek, Namibia |                    |
|                     |         |       | Remi 3'    | Árbitro(s): Masole                      | Árbitro(s): Masole |

| 20 de enero de 1993 | Zambia                                                      | 4 – 0 | Namibia | Independence Stadium, Lusaka, Zambia |                      |
|                     | Chansa 4' · Musonda 2' (pen.) · K. Bwalya 79' · Simambe 84' |       |         | Árbitro(s): Femandes                 | Árbitro(s): Femandes |

| 27 de febrero de 1993 | Zambia                                  | 3 – 1 | Madagascar     | Independence Stadium, Lusaka, Zambia |                   |
|                       | Mutale 14' · K. Bwalya 65' · Mwitwa 68' |       | Rasoanaivo 82' | Árbitro(s): Mousa                    | Árbitro(s): Mousa |

### Grupo I
| Pos | Equipo | Pts | PJ | PG | PE | PP | GF | GC | GD |
| --- | ------ | --- | -- | -- | -- | -- | -- | -- | -- |
| 1   | Guinea | 2   | 2  | 1  | 0  | 1  | 4  | 2  | +2 |
| 2   | Kenia  | 2   | 2  | 1  | 0  | 1  | 2  | 4  | -2 |

| 20 de diciembre de 1992 | Guinea                                         | 4 – 0 | Kenia | Stade du 28 Septembre, Conakri, Guinea              |                                                     |
|                         | F. Camara 51' · Oularé 53' · T. Camara 65' 89' |       |       | Asistencia: 23,000 espectadores Árbitro(s): Cassama | Asistencia: 23,000 espectadores Árbitro(s): Cassama |

| 27 de febrero de 1993 | Kenia                   | 2 – 0 | Guinea | Moi International Sports Centre, Nairobi, Kenia     |                                                     |
|                       | Matego 10' · Nachok 88' |       |        | Asistencia: 6,785 espectadores Árbitro(s): Boucetta | Asistencia: 6,785 espectadores Árbitro(s): Boucetta |

## Ronda final

### Grupo A
| Equipo          | PJ | PG | PE | PP | GF | GC | GD | Pts |
| --------------- | -- | -- | -- | -- | -- | -- | -- | --- |
| Nigeria         | 4  | 2  | 1  | 1  | 10 | 5  | +5 | 5   |
| Costa de Marfil | 4  | 2  | 1  | 1  | 5  | 6  | -1 | 5   |
| Argelia         | 4  | 0  | 2  | 2  | 3  | 7  | -4 | 2   |

| 16 de abril de 1993 | Argelia      | 1:1 (1:1) | Costa de Marfil | Estadio Coronel Lotfi, Tremecén, Argelia          |                                                   |
|                     | Tasfaout 28' |           | Ben Salah 4'    | Asistencia: 25,000 espectadores Árbitro(s): Yengo | Asistencia: 25,000 espectadores Árbitro(s): Yengo |

| 2 de mayo de 1993 | Costa de Marfil                     | 2:1 (0:1) | Nigeria   | Stade Félix Houphouët-Boigny, Abiyán, Costa de Marfil |                                                   |
|                   | A. Traoré 70' (pen.) · Ouattara 75' |           | Yekini 5' | Asistencia: 27,512 espectadores Árbitro(s): Chong     | Asistencia: 27,512 espectadores Árbitro(s): Chong |

| 3 de julio de 1993 | Nigeria                                    | 4:1 (3:1) | Argelia     | Lagos National Stadium, Lagos, Nigeria              |                                                     |
|                    | Okocha 12' · Yekini 26' 32' · Amokachi 88' |           | Tasfaout 5' | Asistencia: 47,645 espectadores Árbitro(s): Diramba | Asistencia: 47,645 espectadores Árbitro(s): Diramba |

| 18 de julio de 1993 | Costa de Marfil | 1:0 (0:0) | Argelia | Stade Félix Houphouët-Boigny, Abiyán, Costa de Marfil |                                                     |
|                     | Tiéhi 86'       |           |         | Asistencia: 35,000 espectadores Árbitro(s): Masembe   | Asistencia: 35,000 espectadores Árbitro(s): Masembe |

| 25 de septiembre de 1993 | Nigeria                                          | 4:1 (2:0) | Costa de Marfil | Lagos National Stadium, Lagos, Nigeria             |                                                    |
|                          | Oliha 20' · Amokachi 25' · Yekini 57' (pen.) 79' |           | Tiéhi 50'       | Asistencia: 65,000 espectadores Árbitro(s): Jouini | Asistencia: 65,000 espectadores Árbitro(s): Jouini |

| 8 de octubre de 1993 | Argelia      | 1:1 (0:1) | Nigeria    | Stade 5 Juillet 1962, Argel, Argelia             |                                                  |
|                      | Tasfaout 66' |           | George 20' | Asistencia: 2,610 espectadores Árbitro(s): Chong | Asistencia: 2,610 espectadores Árbitro(s): Chong |

### Grupo B
| Equipo    | PJ | PG | PE | PP | GF | GC | GD | Pts |
| --------- | -- | -- | -- | -- | -- | -- | -- | --- |
| Marruecos | 4  | 3  | 0  | 1  | 6  | 3  | +3 | 6   |
| Zambia    | 4  | 2  | 1  | 1  | 6  | 2  | +4 | 5   |
| Senegal   | 4  | 0  | 1  | 3  | 1  | 8  | -7 | 1   |

| 18 de abril de 1993 | Marruecos   | 1:0 (0:0) | Senegal | Stade Mohamed V, Casablanca, Marruecos           |                                                  |
|                     | Chaouch 82' |           |         | Asistencia: 75,000 espectadores Árbitro(s): Faye | Asistencia: 75,000 espectadores Árbitro(s): Faye |

| 4 de julio de 1993 | Zambia                        | 2:1 (0:1) | Marruecos  | Independence Stadium, Lusaka, Zambia              |                                                   |
|                    | K. Bwalya 60' · J. Bwalya 67' |           | Daoudi 11' | Asistencia: 50,000 espectadores Árbitro(s): Tahir | Asistencia: 50,000 espectadores Árbitro(s): Tahir |

| 17 de julio de 1993 | Senegal  | 1:3 (0:1) | Marruecos                              | Stade Leopold Senghor, Dakar, Senegal              |                                                    |
|                     | Sané 65' |           | Bouyboud 8' · Daoudi 62' · Fertout 75' | Asistencia: 43,412 espectadores Árbitro(s): Jouini | Asistencia: 43,412 espectadores Árbitro(s): Jouini |

| 7 de agosto de 1993 | Senegal | 0:0 (0:0) | Zambia | Stade Leopold Senghor, Dakar, Senegal             |  |
| |         |           |        | Asistencia: 15,000 espectadores Árbitro(s): Fouda |  |
| Originalmente el partido se iba a jugar el 2 de mayo de 1993, pero fue pospuesto por el Accidente aéreo de la selección de fútbol de Zambia. |         |           |        |                                                   |  |

| 26 de septiembre de 1993 | Zambia                                                  | 4:0 (1:0) | Senegal | Independence Stadium, Lusaka, Zambia                       |                                                            |
|                          | Mbasela 11' · Litana 55' · Malitoli 71' · K. Bwalya 85' |           |         | Asistencia: 50,000 espectadores Árbitro(s): Kwang-Taik Kim | Asistencia: 50,000 espectadores Árbitro(s): Kwang-Taik Kim |

| 10 de octubre de 1993 | Marruecos     | 1:0 (0:0) | Zambia | Stade Mohamed V, Casablanca, Marruecos               |                                                      |
|                       | Laghrissi 62' |           |        | Asistencia: 149,383 espectadores Árbitro(s): Diramba | Asistencia: 149,383 espectadores Árbitro(s): Diramba |

### Grupo C
| Equipo   | PJ | PG | PE | PP | GF | GC | GD | Pts |
| -------- | -- | -- | -- | -- | -- | -- | -- | --- |
| Camerún  | 4  | 3  | 0  | 1  | 7  | 3  | +4 | 6   |
| Zimbabue | 4  | 2  | 0  | 2  | 3  | 6  | -3 | 4   |
| Guinea   | 4  | 1  | 0  | 3  | 4  | 5  | -1 | 2   |

| 18 de abril de 1993 | Camerún                   | 3:1 (1:0) | Guinea    | Stade Ahmadou Ahidjo, Yaundé, Camerún               |                                                     |
|                     | Tchami 7' 49' · Ewane 90' |           | Sylla 62' | Asistencia: 32,761 espectadores Árbitro(s): Medjiba | Asistencia: 32,761 espectadores Árbitro(s): Medjiba |

| 2 de mayo de 1993 | Guinea                                   | 3:0 (2:0) | Zimbabue | Stade du 28 Septembre, Conakri, Guinea            |                                                   |
|                   | T. Camara 2' · Dramé 16' · F. Camara 80' |           |          | Asistencia: 25,000 espectadores Árbitro(s): Bahar | Asistencia: 25,000 espectadores Árbitro(s): Bahar |

| 4 de julio de 1993 | Zimbabue | 1:0 (0:0) | Camerún | National Sports Stadium, Harare, Zimbabue           |                                                     |
|                    | Sawu 86' |           |         | Asistencia: 71,160 espectadores Árbitro(s): Obafemi | Asistencia: 71,160 espectadores Árbitro(s): Obafemi |

| 18 de julio de 1993 | Guinea | 0:1 (0:1) | Camerún  | Stade du 28 Septembre, Conakri, Guinea                |                                                       |
|                     |        |           | Embé 45' | Asistencia: 15,000 espectadores Árbitro(s): Al Sharif | Asistencia: 15,000 espectadores Árbitro(s): Al Sharif |

| 26 de septiembre de 1993 | Zimbabue | 1:0 (1:0) | Guinea | National Sports Stadium, Harare, Zimbabue         |                                                   |
|                          | Sawu 3'  |           |        | Asistencia: 54,955 espectadores Árbitro(s): Yengo | Asistencia: 54,955 espectadores Árbitro(s): Yengo |

| 10 de octubre de 1993 | Camerún                                 | 3:1 (2:0) | Zimbabue      | Stade Ahmadou Ahidjo, Yaundé, Camerún            |                                                  |
|                       | Omam-Biyik 13' (pen.) 27' · Maboang 89' |           | A. Ndlovu 50' | Asistencia: 85,000 espectadores Árbitro(s): Faye | Asistencia: 85,000 espectadores Árbitro(s): Faye |

## Clasificados
| - Camerún | - Nigeria | - Marruecos |